# Regione Metropolitana di Manaus
Regione Metropolitana di Manaus è l'Area metropolitana di Manaus dello Stato di Amazonas in Brasile.

## Comuni
Comprende 13 comuni:
- Autazes
- Careiro
- Careiro da Várzea
- Iranduba
- Itacoatiara
- Itapiranga
- Manacapuru
- Manaquiri
- Manaus
- Novo Airão
- Presidente Figueiredo
- Rio Preto da Eva
- Silves